# マイ・フェイヴァリット・シングス (ジョン・コルトレーンのアルバム)
『マイ・フェイヴァリット・シングス』（My Favorite Things）は、ジョン・コルトレーンが1961年にアトランティック・レコードから発表したアルバム。

## 解説
ジョン・コルトレーンは1959年にアトランティック・レコードに移籍し、『ジャイアント・ステップス』を録音。ここで大きな名声を得たコルトレーンは、1960年にマイルス・デイヴィスのバンドを離れ、バンド・リーダーとしての活動を優先させることとなる。そして、1960年10月に大がかりなレコーディング・セッションを行い、その一部は本作に、残りは『コルトレーンズ・サウンド（夜は千の顔を持つ）』（1964年にリリースされた）などに収録された。
この録音でコルトレーンは、ソプラノ・サックスを使用している。コルトレーンは、1960年半ばにドン・チェリーとのセッションでソプラノ・サックスを使い、本作でも大々的に導入。とりわけ、ミュージカル『サウンド・オブ・ミュージック』の劇中曲として有名な「マイ・フェイヴァリット・シングス」のカバーは人気が高い。この曲は、音楽の方向がフリー・スタイルへと変化した晩年に至るまで、コルトレーンのコンサートの定番曲となった。

## 収録曲
1. マイ・フェイヴァリット・シングス - My Favorite Things（Richard Rodgers - Oscar Hammerstein）
2. エヴリタイム・ウィ・セイ・グッドバイ - Everytime We Say Goodbye（Cole Porter）
3. サマータイム - Summertime（Du Bose Heyward - George Gershwin）
4. バット・ノット・フォー・ミー - But Not For Me（George Gershwin - Ira Gershwin）

## 演奏メンバー
- ジョン・コルトレーン - ソプラノ・サックス（on1.,2.）、テナー・サックス（on3.,4.）
- マッコイ・タイナー - ピアノ
- スティーヴ・デイヴィス - ベース
- エルヴィン・ジョーンズ - ドラム